# Khuyến nông đô thị ở Việt Nam
Khuyến nông đô thị ở Việt Nam bao gồm những hoạt động nhằm khuyến khích phát triển sản xuất nông nghiệp, bao gồm cả trồng trọt, chăn nuôi, thủy sản ở trong lòng và vành đai các đô thị (thành phố, thị xã, thị trấn...) của Việt Nam.

## Tổ chức hoạt động khuyến nông đô thị

### Trung tâm Khuyến nông Quốc gia
Trung tâm Khuyến nông Quốc gia là đơn vị sự nghiệp trực thuộc Bộ Nông nghiệp và Phát triển nông thôn, là cơ quan khuyến nông chính thức ở Trung ương (theo Nghị định số 02/2010/NĐ-CP ngày 28/6/2010 của Chính phủ về Khuyến nông). Ngoài các hoạt động khuyến nông thông thường, Trung tâm đóng vai trò khuyến khích các hoạt động phát triển nông nghiệp đô thị trong phạm vi cả nước như: thành lập và chỉ đạo Câu lạc bộ Khuyến nông đô thị; triển khai các hoạt động đào tạo, tập huấn, thông tin tuyên truyền, xây dựng mô hình...; là đầu mối thống nhất chỉ đạo, hướng dẫn về chuyên môn nghiệp vụ khuyến nông đối với hệ thống khuyến nông cả nước; là đầu mối hợp tác với các tổ chức khuyến nông trong khu vực và quốc tế.

### Câu lạc bộ Khuyến nông đô thị
Câu lạc bộ Khuyến nông đô thị ở Việt Nam là một tổ chức tự nguyện, do Trung tâm Khuyến nông Quốc gia thành lập, thành viên là Trung tâm Khuyến nông các tỉnh, thành phố có đô thị và đang trong quá trình đô thị hóa, công nghiệp hóa.
Câu lạc bộ Khuyến nông đô thị là cầu nối các đơn vị hoạt động khuyến nông nhằm trao đổi kinh nghiệm trong hoạt động chuyển giao tiến bộ Khoa học kỹ thuật phù hợp với sản xuất của nền nông nghiệp đô thị.

### Trung tâm Khuyến nông các tỉnh, thành phố
Do Ủy ban nhân dân các tỉnh, thành phố trực thuộc trung ương thành lập với các tên gọi: Trung tâm Khuyến nông, Trung tâm Khuyến nông - Khuyến ngư... thuộc Sở Nông nghiệp và Phát triển nông thôn. Vai trò chủ yếu là tham mưu cho Ngành nông nghiệp, thành phố các chính sách khuyến khích phát triển nông nghiệp đô thị; thực hiện các cơ chế chính sách của tỉnh, trung ương về phát triển nông nghiệp đô thị; tư vấn, chuyển giao công nghệ, đào tạo, xây dựng mô hình... nhằm khuyến khích phát triển nông nghiệp đô thị.

## Vai trò
Đặc trưng của nông nghiệp đô thị và ven đô là: trở thành trung tâm về ứng dụng tiến bộ khoa học kỹ thuật trong nông nghiệp; đứng đầu về công nghiệp phục vụ nông nghiệp; trung tâm văn hóa...... Do đó, khoa học công nghệ là yếu tố then chốt có vai trò quan trọng hàng đầu trong việc phát triển nông nghiệp đô thị. Đẩy mạnh ứng dụng khoa học công nghệ vào sản xuất nông nghiệp đô thị nhằm sử dụng có hiệu quả các nguồn lực tạo ra sản phẩm chất lượng cao, an toàn thực phẩm và góp phần nâng cao chất lượng môi trường và cảnh quan đô thị, đảm bảo cho sự phát triển hệ sinh thái bền vững
Khuyến nông là cầu nối giữa các nhà khoa học, nhà quản lý với nhà nông, giúp người nông dân tiếp cận nhanh với các tiến bộ khoa học kỹ thuật. Do đó, công tác khuyến nông càng có vai trò quan trọng đối với quá trình phát triển kinh tế nông nghiệp đô thị - khu vực nông nghiệp đặc thù, với công nghệ cao, sản xuất ra hàng hóa nông sản có tính cạnh tranh trong môi trường hội nhập… 
Hoạt động khuyến nông hỗ trợ cho các cấp chính quyền, các cơ quan chuyên môn tại địa phương và nông, ngư dân những phương thức làm hay, những mô hình sản xuất tiên tiến; hỗ trợ vật tư, giống; tư vấn, giới thiệu đổi mới tổ chức, cải tiến quản lý, hợp lý hoá sản xuất, hạ giá thành sản phẩm của doanh nghiệp, cá nhân trong lĩnh vực nông nghiệp, nông thôn… góp phần đắc lực trong công cuộc xây dựng và phát triển một nền nông nghiệp đô thị bền vững. 
Trong những vùng đô thị, hệ thống khuyến nông tập trung hướng dẫn nông dân sản xuất hoa, cây cảnh, cá cảnh, các sản phẩm thủ công mỹ nghệ, chế biến các loại nông lâm thủy sản để gia tăng giá trị... Các tỉnh, thành đi đầu trong lĩnh vực này là Hồ Chí Minh, Hà Nội, Hải Phòng, Lâm Đồng, Vĩnh Phúc, Cần Thơ, Huế, Đà Nẵng...